# Zimowe Igrzyska Olimpijskie 1960
VIII Zimowe Igrzyska Olimpijskie odbyły się w amerykańskiej miejscowości Squaw Valley w 1960 roku.

## Otwarcie
Startowało 665 zawodników (522 mężczyzn i 143 kobiety) z 30 krajów. Na tych igrzyskach jedynym debiutantem była reprezentacja Związku Południowej Afryki. Uroczystego otwarcia dokonał wiceprezydent USA Richard Nixon.

## Dyscypliny olimpijskie
- biathlon (sport debiutujący)

- hokej na lodzie
- łyżwiarstwo
  - łyżwiarstwo figurowe
  - łyżwiarstwo szybkie (debiut kobiet)
- narciarstwo alpejskie
- narciarstwo klasyczne
  - biegi narciarskie
  - skoki narciarskie
  - kombinacja norweska

## Państwa uczestniczące

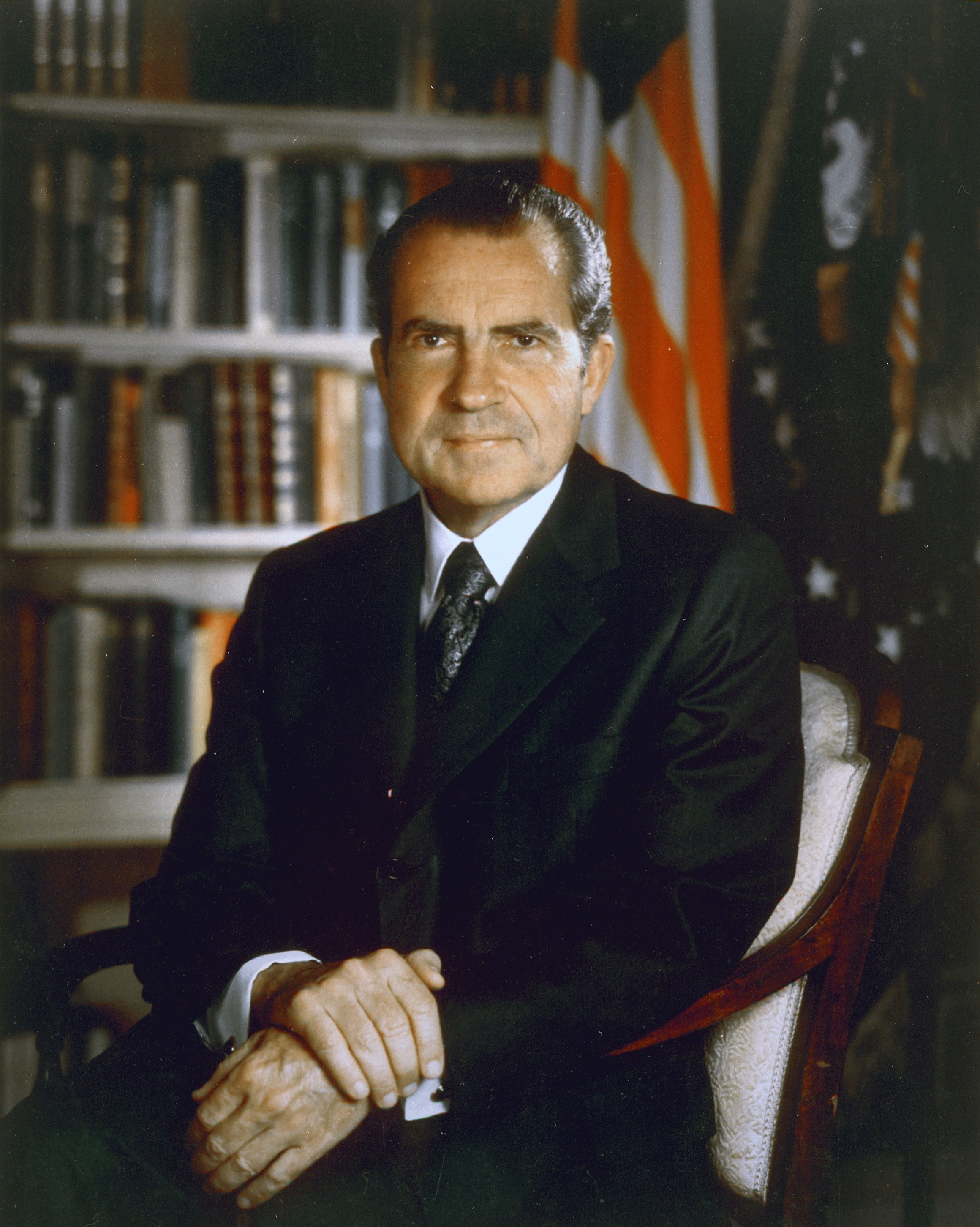
Igrzyska otworzył wiceprezydent USA Richard Nixon

| - Argentyna - Australia - Austria - Bułgaria - Chile - Czechosłowacja - Dania - Finlandia - Francja - Hiszpania - Holandia - Islandia - Japonia - Kanada - Korea Południowa |  | - Liban - Liechtenstein - Niemcy - Norwegia - Nowa Zelandia - Polska - Stany Zjednoczone - Szwajcaria - Szwecja - Turcja - Węgry - Wielka Brytania - Włochy - Związek Południowej Afryki - ZSRR |

Jedynym debiutantem na Igrzyskach w Squaw Valley była reprezentacja Związku Południowej Afryki

## Wyniki
| - biathlon - biegi narciarskie - hokej na lodzie |  | - kombinacja norweska - łyżwiarstwo figurowe - łyżwiarstwo szybkie - narciarstwo alpejskie - skoki narciarskie |

## Klasyfikacja medalowa
| Klasyfikacja medalowa |                   |       |        |      |       |
| Lp.                   | Państwo           | złoto | srebro | brąz | razem |
| 1                     | ZSRR              | 7     | 5      | 9    | 21    |
| 2                     | Niemcy            | 4     | 3      | 1    | 8     |
| 3                     | Stany Zjednoczone | 3     | 4      | 3    | 10    |
| 4                     | Norwegia          | 3     | 3      | 0    | 6     |
| 5                     | Szwecja           | 3     | 2      | 2    | 7     |
| 6                     | Finlandia         | 2     | 3      | 3    | 8     |
| 7                     | Kanada            | 2     | 1      | 1    | 4     |
| 8                     | Szwajcaria        | 2     | 0      | 0    | 2     |
| 9                     | Austria           | 1     | 2      | 3    | 6     |
| 10                    | Francja           | 1     | 0      | 2    | 3     |
| 11                    | Polska            | 0     | 1      | 1    | 2     |

## Osiągnięcia Reprezentacji Polski
| Osiągnięcia Reprezentacji Polski | Osiągnięcia Reprezentacji Polski | Osiągnięcia Reprezentacji Polski | Osiągnięcia Reprezentacji Polski | Osiągnięcia Reprezentacji Polski |
| dyscyplina                       | konkurencja                      | reprezentant                     | miejsce                          |                                  |
| -------------------------------- | -------------------------------- | -------------------------------- | -------------------------------- | -------------------------------- |
| łyżwiarstwo szybkie              | 1500 m                           | Elwira Seroczyńska               |                                  |                                  |
| łyżwiarstwo szybkie              | 1500 m                           | Helena Pilejczyk                 |                                  |                                  |
| biegi narciarskie                | 3x5 km                           | sztafeta żeńska                  | 4.                               |                                  |
| łyżwiarstwo szybkie              | 1000 m                           | Helena Pilejczyk                 | 5.                               |                                  |
| łyżwiarstwo szybkie              | 3000 m                           | Helena Pilejczyk                 | 6.                               |                                  |
| łyżwiarstwo szybkie              | 500 m                            | Elwira Seroczyńska               | 6.                               |                                  |
| biegi narciarskie                | 4x10 km                          | sztafeta męska                   | 6.                               |                                  |
| łyżwiarstwo szybkie              | 3000 m                           | Elwira Seroczyńska               | 7.                               |                                  |